# Dolfijn-Klasse
Die Dolfijn-Klasse war eine aus zwei Einheiten bestehende U-Boot-Klasse der Koninklijken Marine der Niederlande. Ihr folgten zwei Boote der fast identischen Potvis-Klasse. Die Namen lauteten Dolfijn, Zeehond, Potvis und Tonijn (Delfin, Seehund, Pottwal und Thunfisch). Aufgrund der geringen Unterschiede ist es legitim, die vier Boote einer gemeinsamen Klasse zuzuordnen. Eine Besonderheit der Konstruktion ist die Dreizylinderbauweise aus drei neben- und übereinander angeordneten, miteinander verbundenen Druckkörpern in einer gemeinsamen stromlinienförmigen Außenhaut.

## Geschichte
In den frühen Nachkriegsjahren besaßen die Niederlande neben einigen älteren eigenen Konstruktionen hauptsächlich britische U-Boot-Typen, die 1953 noch durch zwei amerikanische GUPPY-IB-Boote ergänzt bzw. ersetzt wurden. Die Boote der Dolfin-Klasse waren die ersten eigenen U-Boot-Neubauten der Koninklijken Marine nach dem Zweiten Weltkrieg. Die Klasse besaß äußerlich aufgrund ihrer Stromlinienform eine gewisse Ähnlichkeit mit den letzten deutschen Kriegskonstruktionen wie zum Beispiel dem Typ XXI. Innerlich stellt die Klasse aber einen bemerkenswerten niederländischen Sonderweg dar. Um die Tauchtiefe mit der gegebenen Stahlqualität erhöhen zu können, ersann der niederländische Ingenieur Max F. Gunning (1895–1972) die Dreizylinderbauweise. Dabei wurden anstelle eines großen Druckkörpers drei neben- und übereinander angeordnete (Dreiecksform), miteinander verbundene Druckkörper kleineren Durchmessers verwendet. Dadurch erhöhte sich die Stabilität der U-Boote und die maximal zulässige Tauchtiefe wurde auf 350 Meter vergrößert. Im unteren Teil des Bootes liegen dabei zwei kürzere Druckkörperröhren nebeneinander, die jeweils genau die Hälfte der Batterie- und Maschinenanlage enthalten, die jeweils eine der beiden Wellen des Bootes antreibt. Aufgrund dieser Konstruktion besitzen die Boote dieser Klasse in der Bootsmitte einen außergewöhnlich breiten, flachen Kiel. Mittig über diesen beiden Röhren befindet sich ein dritter, längerer Druckkörperzylinder, in dem die Besatzung, die Elektronik und die Bewaffnung des Bootes untergebracht sind. Dabei war das Platzangebot ausreichend, um jedem Besatzungsmitglied eine eigene Koje zur Verfügung zu stellen.
Die ersten beiden Boote der Klasse (Dolfijn und Zeehond) wurden zwischen 1954 und 1961 bei der Werft Rotterdamsche Droogdok Maatschappij (RDM) in Rotterdam gebaut. Die Fertigstellung der beiden Folgeeinheiten (Potvis und Tonijn) übernahm die ebenfalls in Rotterdam ansässige Werft Wilton-Fijenoord in den Jahren 1962 bis 1966.
Bewaffnet waren die Boote mit vier Bug- und vier Hecktorpedorohren. In jedem der beiden Torpedoräume, die gleichzeitig als Unterkunft für einen großen Teil der Besatzung dienten, konnten je zwei Reserve-Torpedos gelagert werden. Die Torpedo-Bewaffnung bestand aus britischen Mark-8-Torpedos gegen Überwasserschiffe und später auch amerikanischen drahtgelenkten Mark-37-U-Jagd-Torpedos. Letztere wurden aus den Hecktorpedorohren verschossen. Im Laufe ihrer Dienstzeit wurden die Boote besonders hinsichtlich ihrer Sonar-Geräte mehrfach modifiziert.
Die vier Einheiten der Dolfin-/Potvis-Klasse wurden ab Mitte der 1970er-Jahre durch zwei Einheiten der, in der moderneren Tropfenformbauweise ausgeführten, Zwaardvis-Klasse ergänzt und dann gemeinsam mit diesen in den 1990ern durch vier Einheiten der Walrus-Klasse ersetzt. Von den vier Booten blieb nur Tonijn als Museumsuboot im Marinemuseum Den Helder erhalten, während die anderen Boote verschrottet wurden.

## Einheiten & Verbleib

### Niederlande– Koninklijke Marine
Einziger Nutzer der U-Boot der Dolfijn-Klasse war die niederländische Marine, deren erste Nachkriegskonstruktion diese Boote darstellten. Der Bau erfolgte in zwei Baulosen auf zwei Werften, wobei das zweite Baulos auch als Potvis-Klasse bezeichnet wird. Dolfijn und Zeehond wurde auf der Werft Rotterdamsche Droogdok Maatschappij gebaut, Potvis und Tonijn auf der Wilton-Fijenoord-Werft.
| Kennung | Name    | Werft | Kiellegung         | Stapellauf       | Indienststellung  | Einheit                      | Außerdienststellung | Verbleib                     |
| ------- | ------- | ----- | ------------------ | ---------------- | ----------------- | ---------------------------- | ------------------- | ---------------------------- |
| S808    | Dolfijn | RDM   | 30. Dezember 1954  | 20. Mai 1959     | 16. Dezember 1960 | Onderzeedienst in Den Helder | 1982                | im Februar 1985 verschrottet |
| S809    | Zeehond | RDM   | 30. Dezember 1954  | 20. Februar 1960 | 13. März 1961     | Onderzeedienst in Den Helder | 1990?               | verschrottet                 |
| S804    | Potvis  | W-F   | 17. September 1962 | 12. Januar 1965  | 2. November 1965  | Onderzeedienst in Den Helder | 18. Juni 1992       | verschrottet                 |
| S805    | Tonijn  | W-F   | 26. Oktober 1962   | 19. Juni 1965    | 24. Februar 1966  | Onderzeedienst in Den Helder | 10. Januar 1991     | Museumsuboot in Den Helder   |

## Bilder

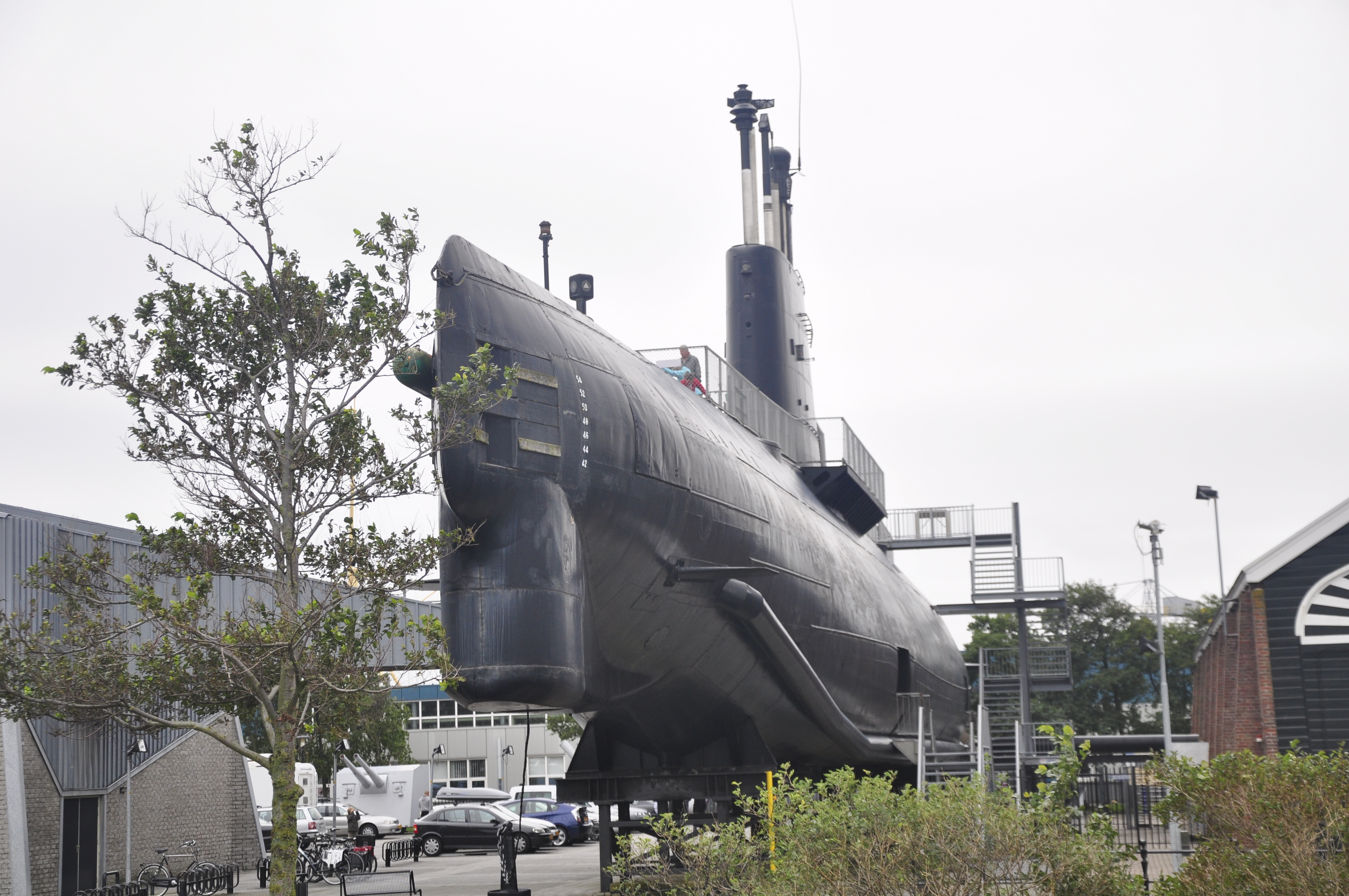
Bugansicht der Tonijn im Marinemuseum Den Helder
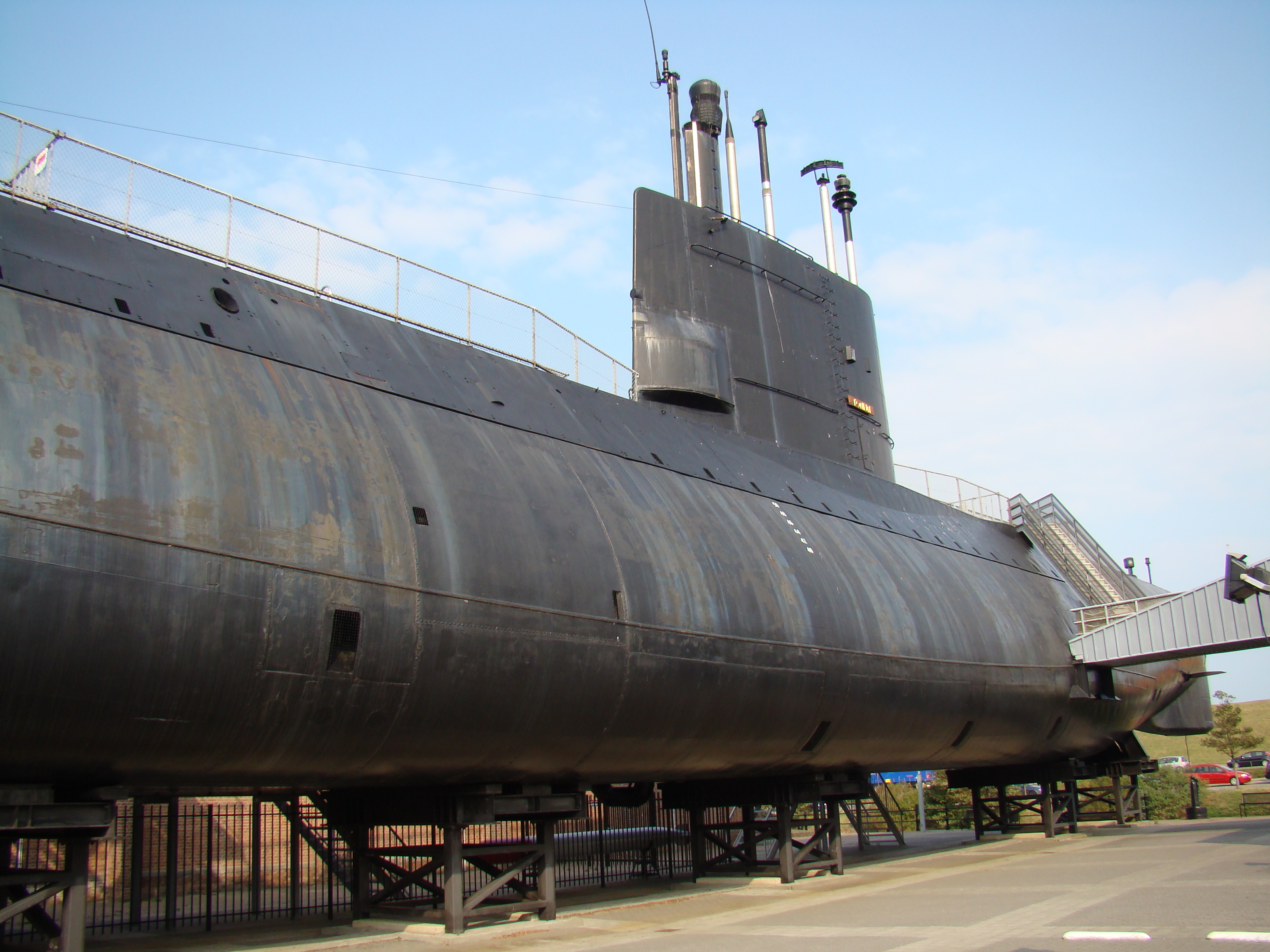
Seitenansicht der Tonijn, erkennbar ist der breite flache Kiel sowie die Ausfahrgeräte und die Sonaranlagen.
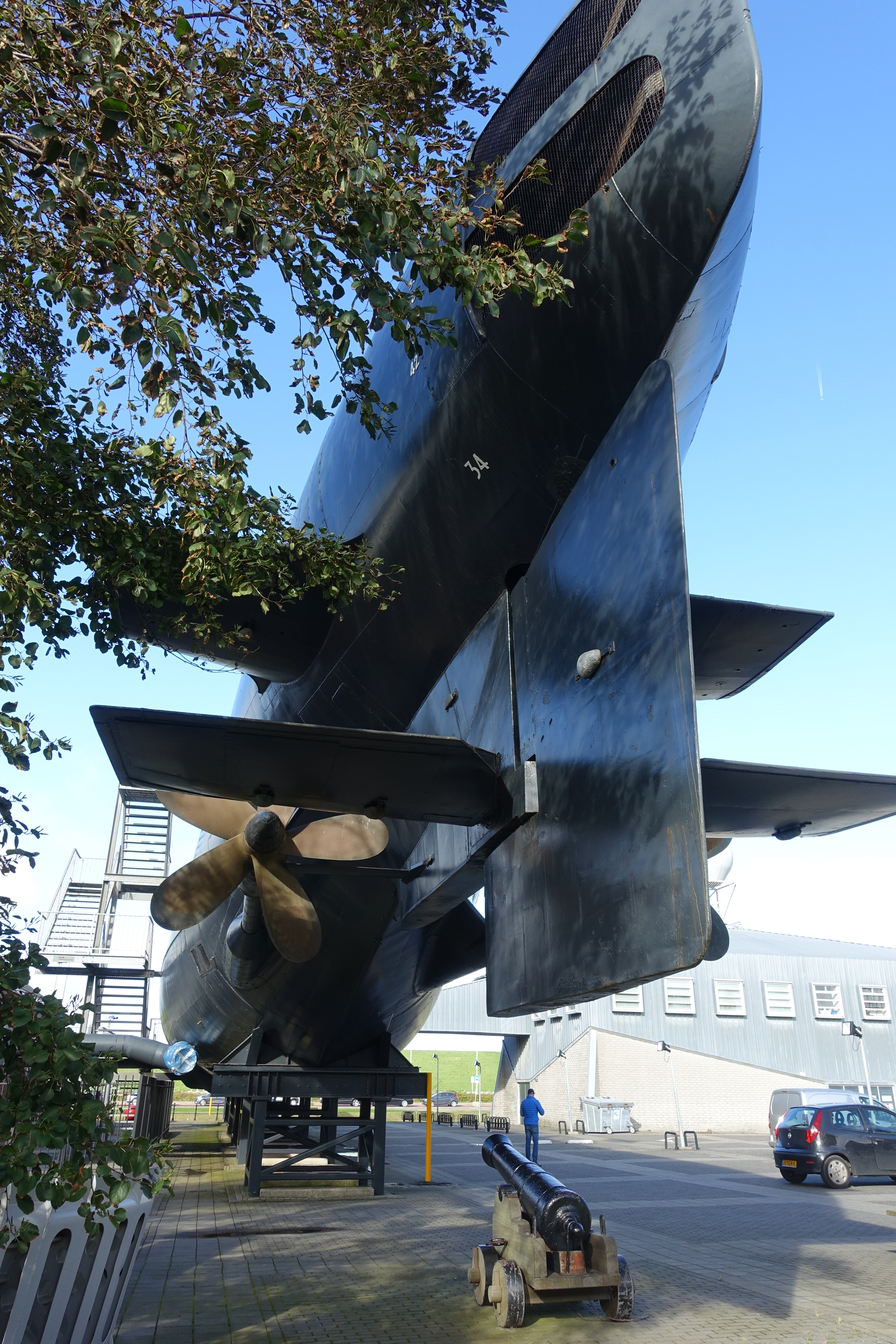
Heckansicht mit Ruder und Torpedorohren
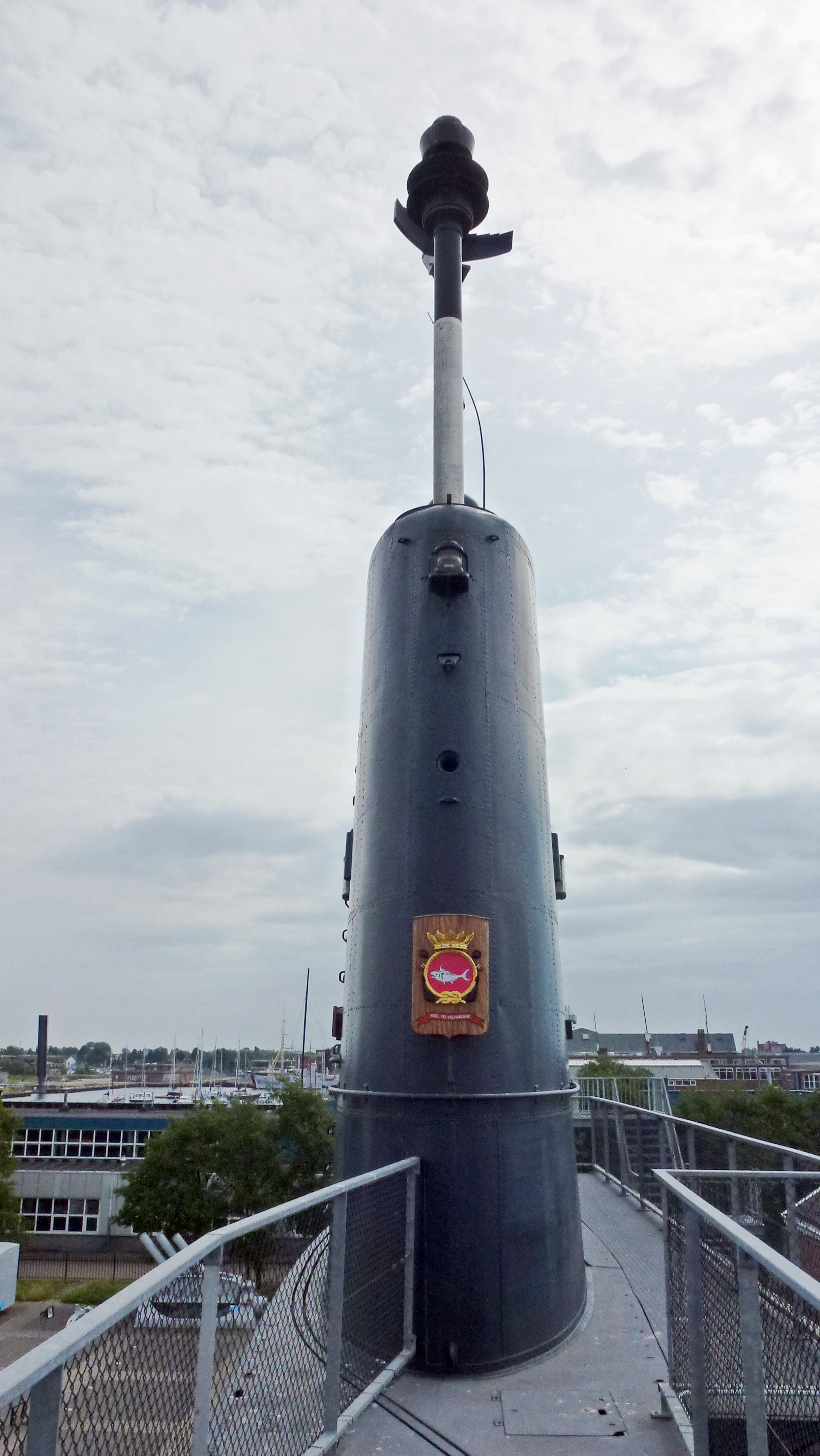
Detailaufnahme des Turms
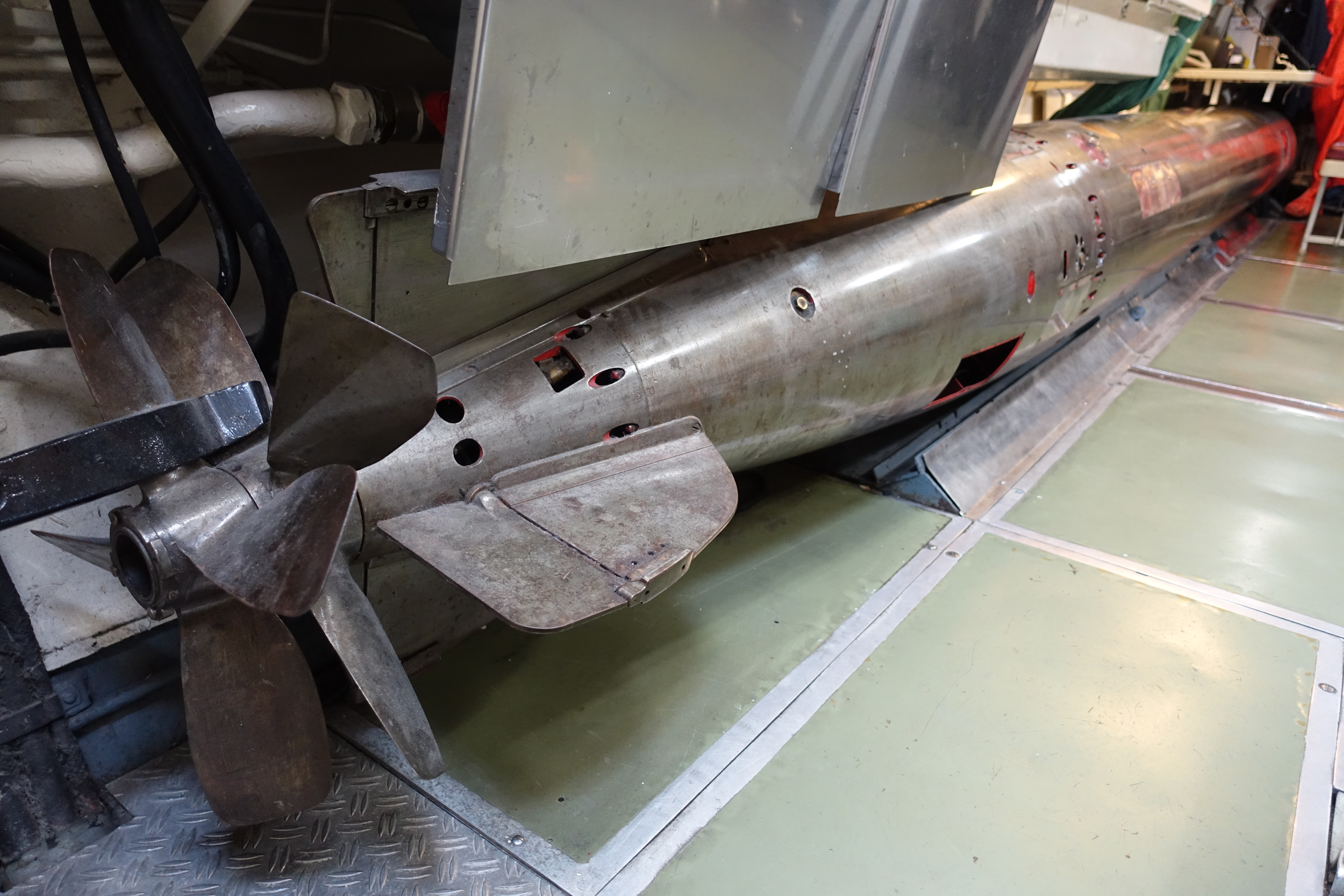
Mark-8-Torpedo im Bugtorpedoraum.
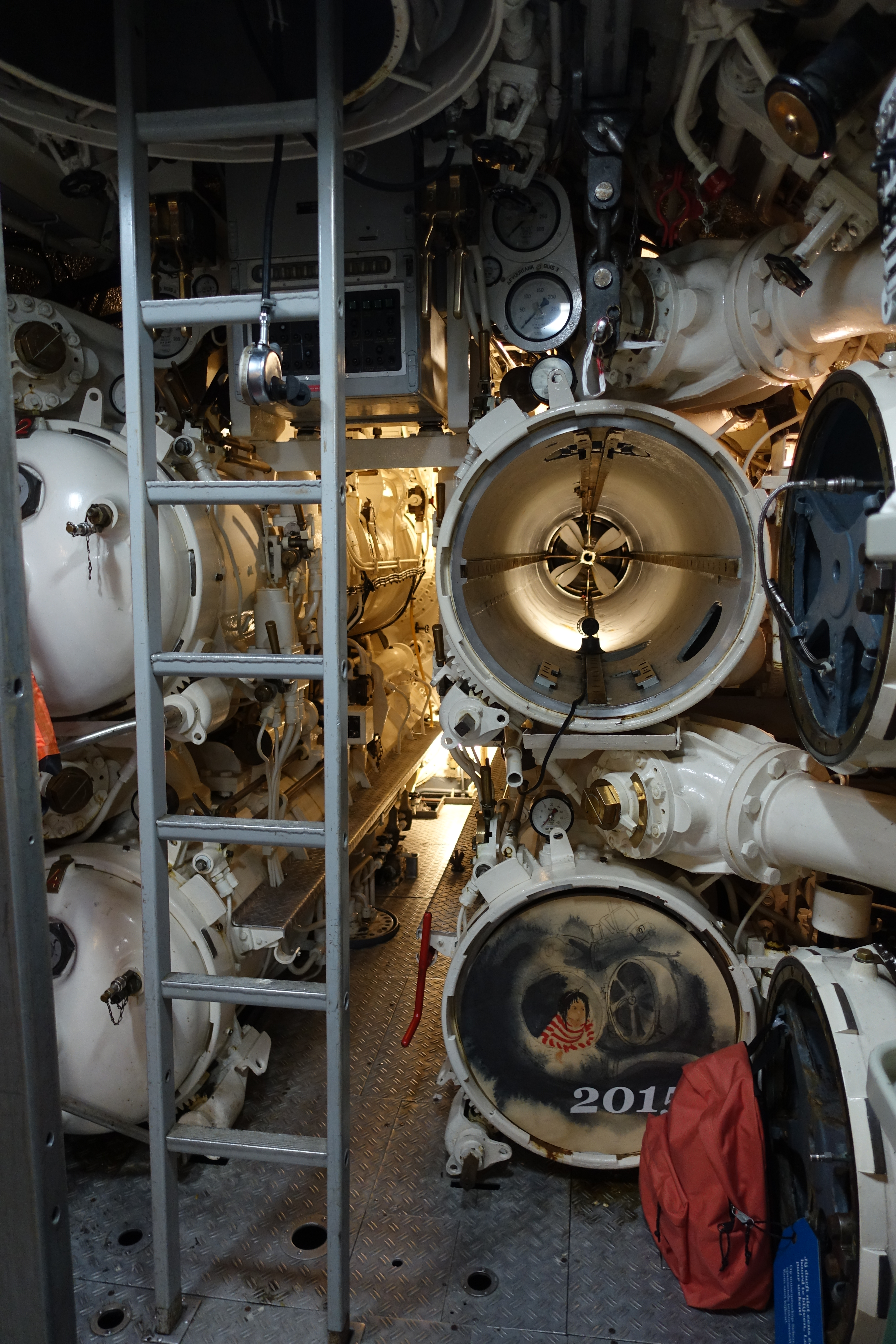
Bugtorpedorohre
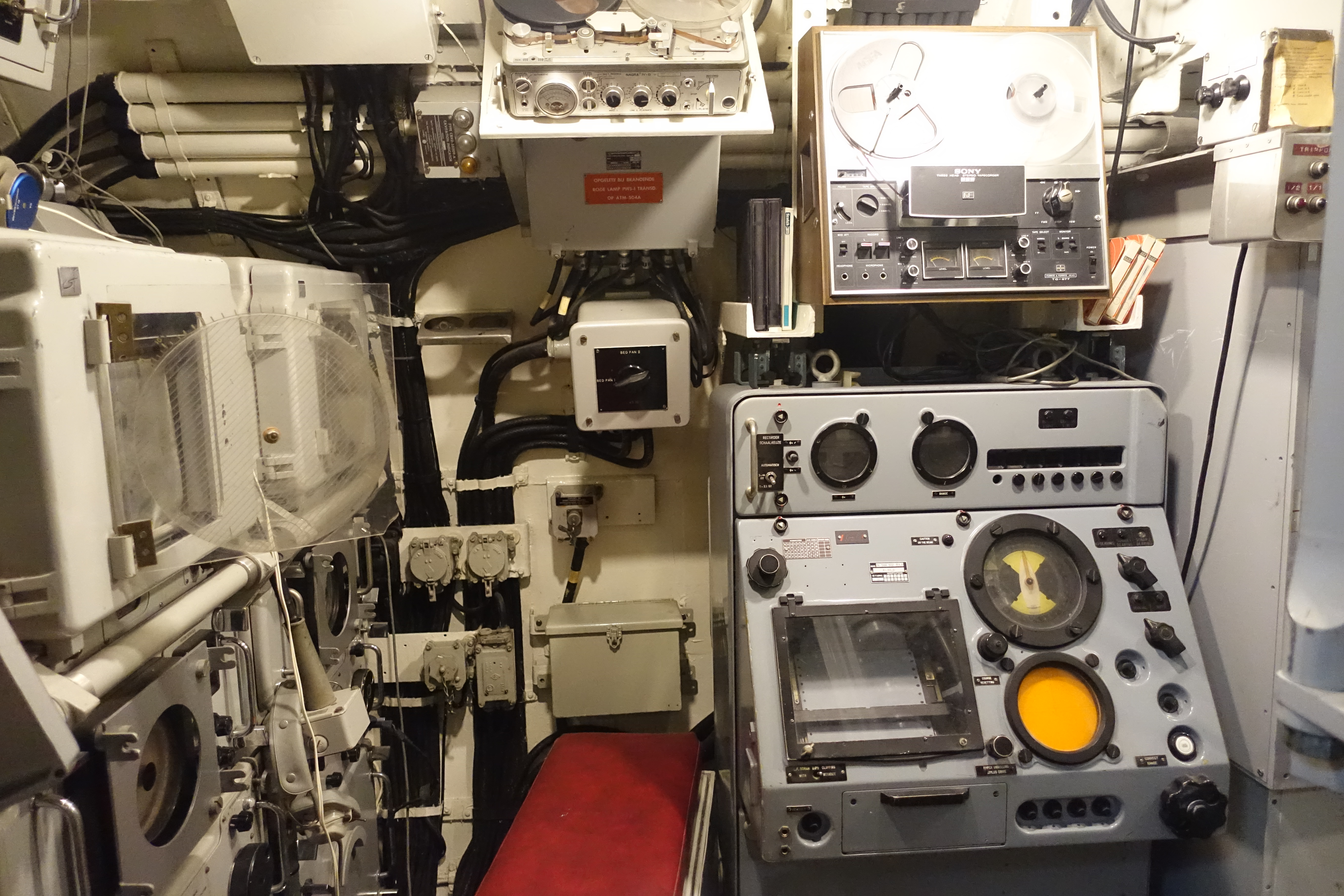
Horchraum
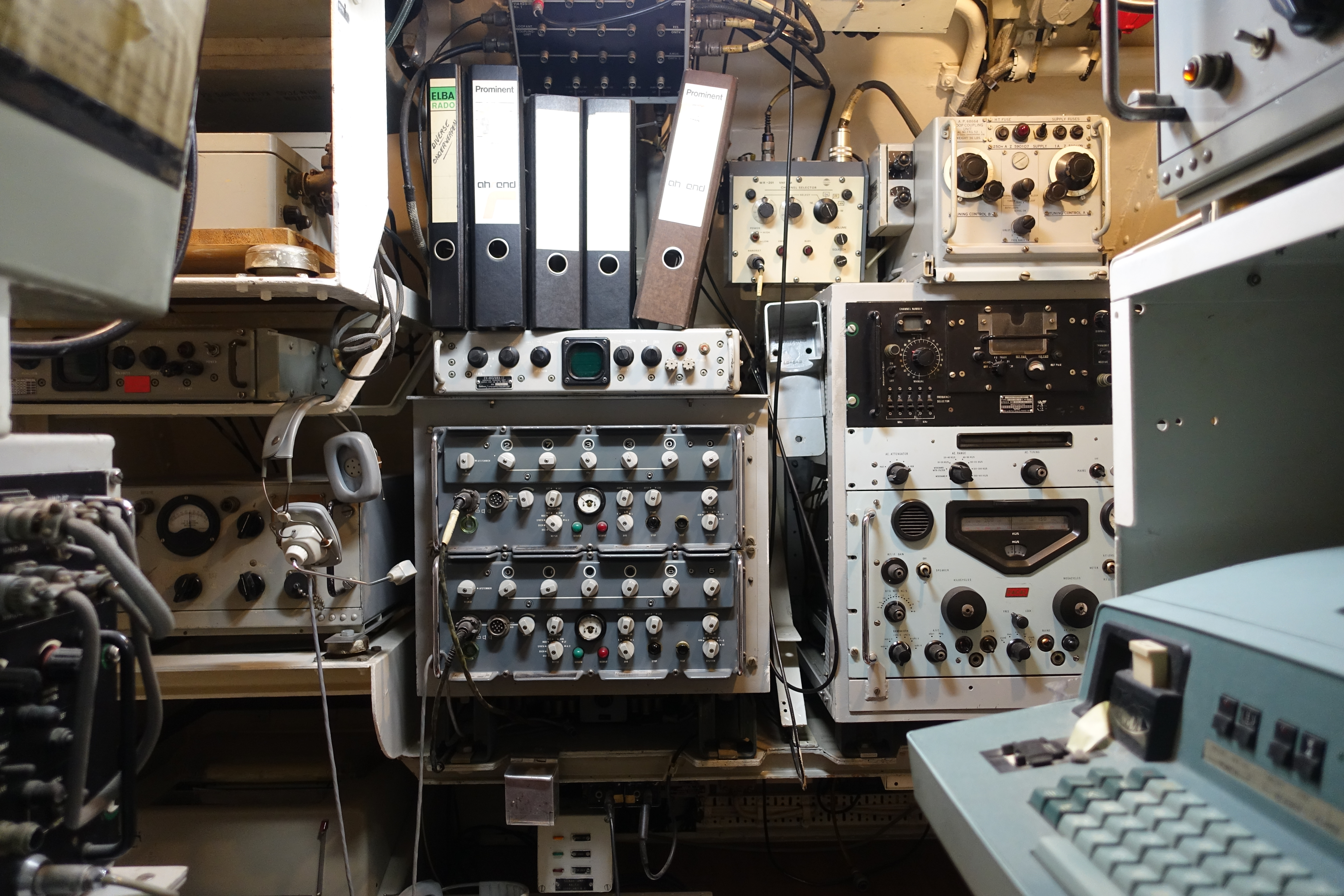
Funkraum
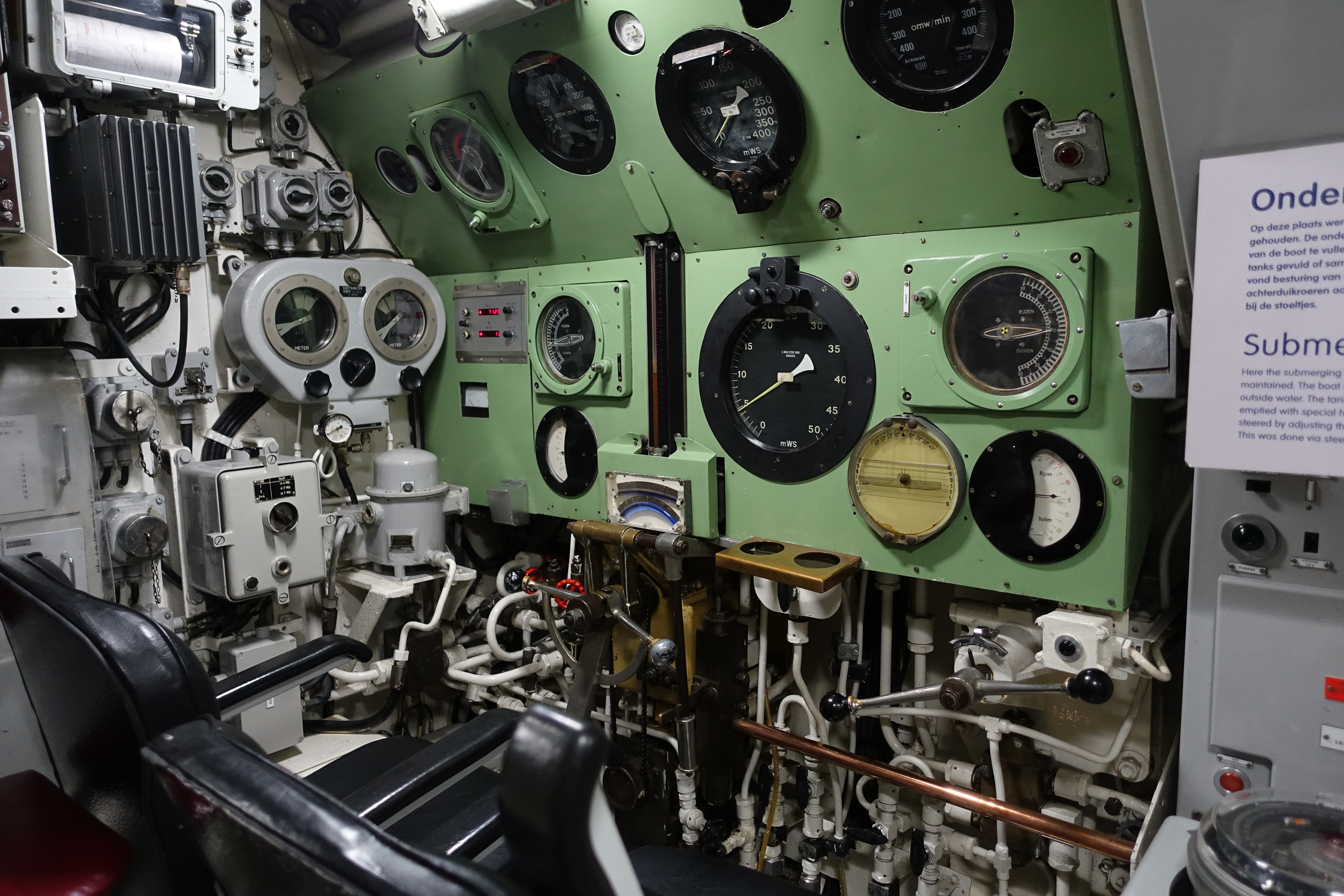
Tiefensteuerstand in der Zentrale
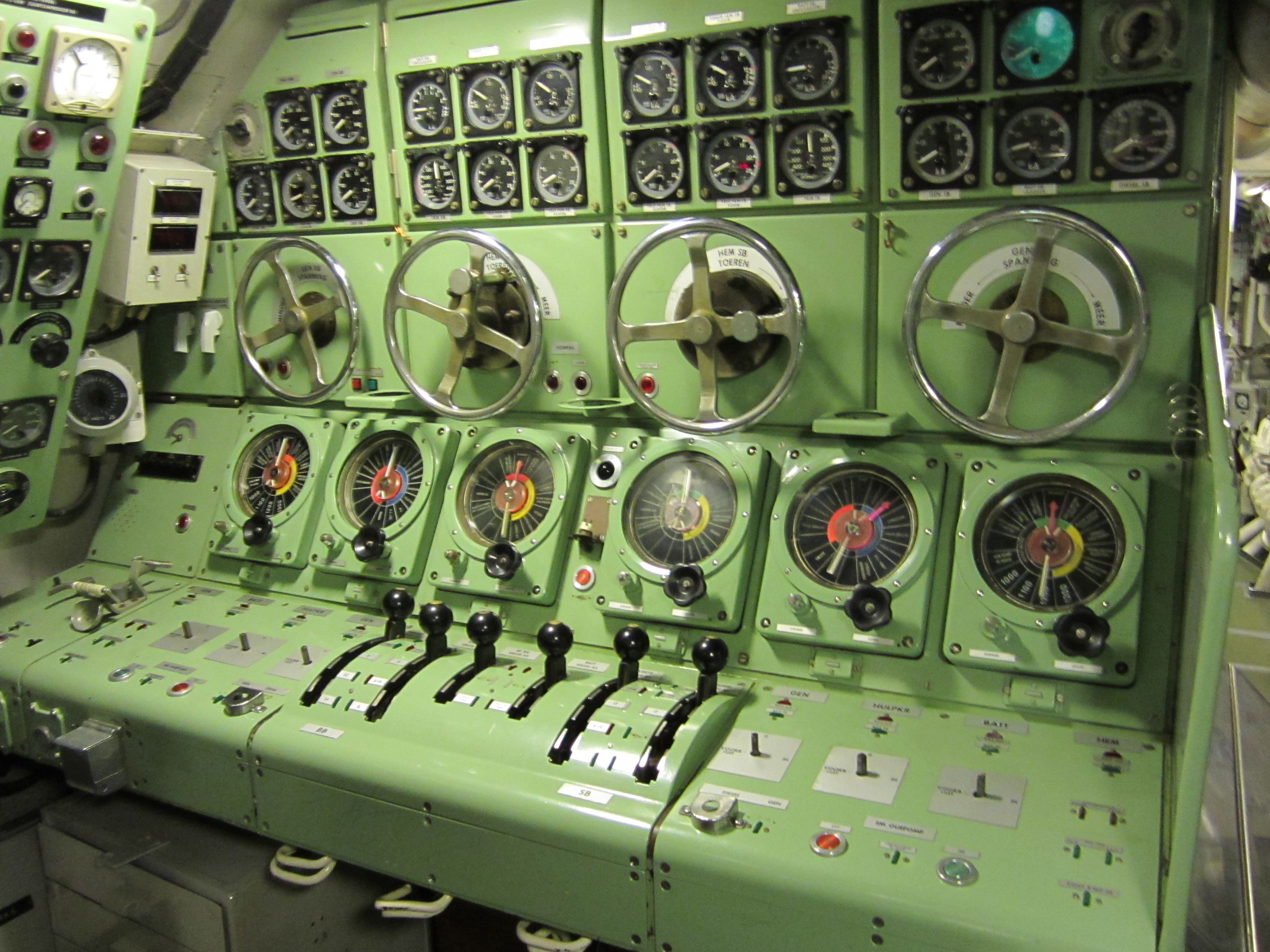
Maschinenleitstand hinter der Zentrale
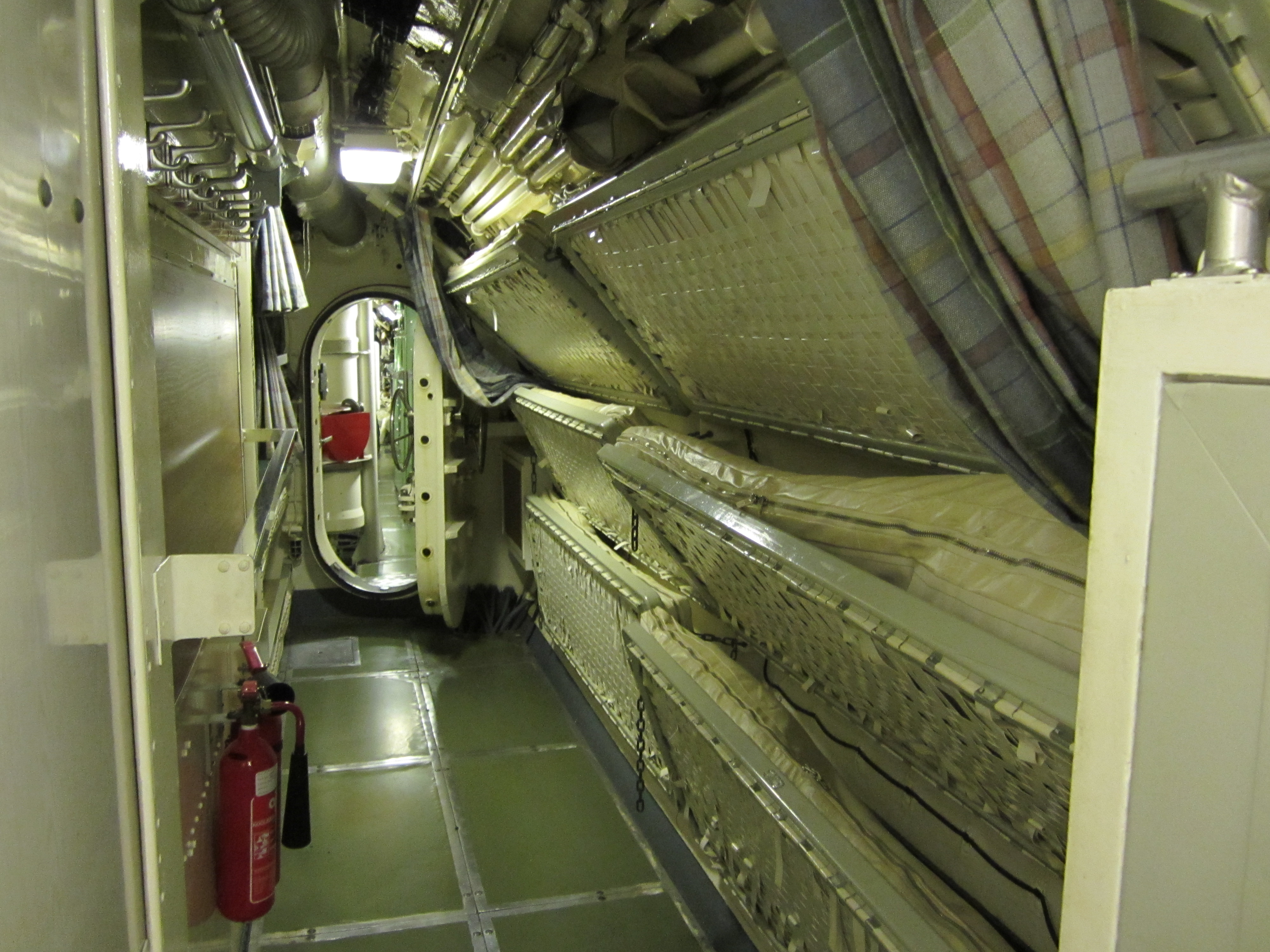
Kojen und druckfestes Schott
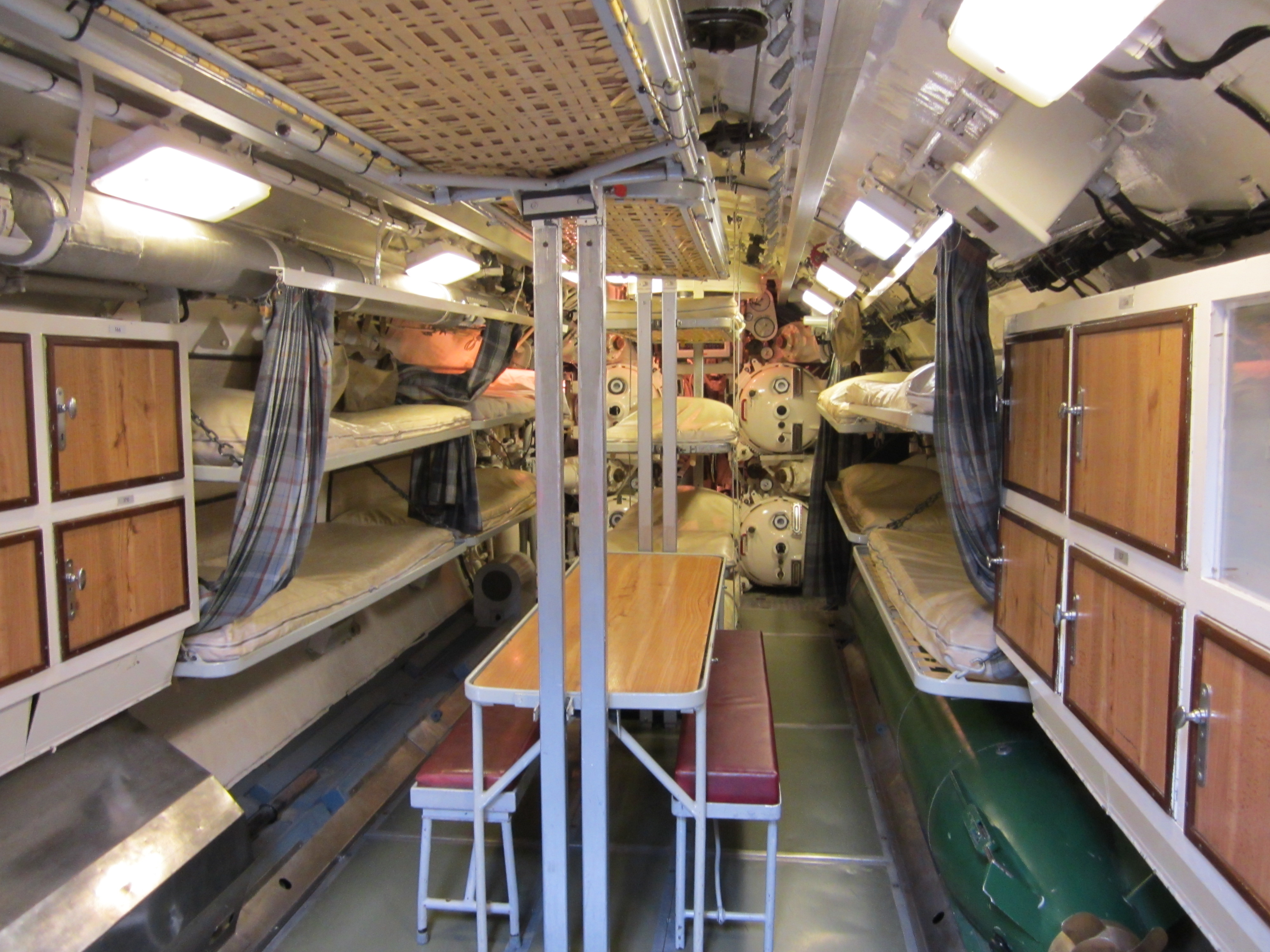
Hecktorpedoraum
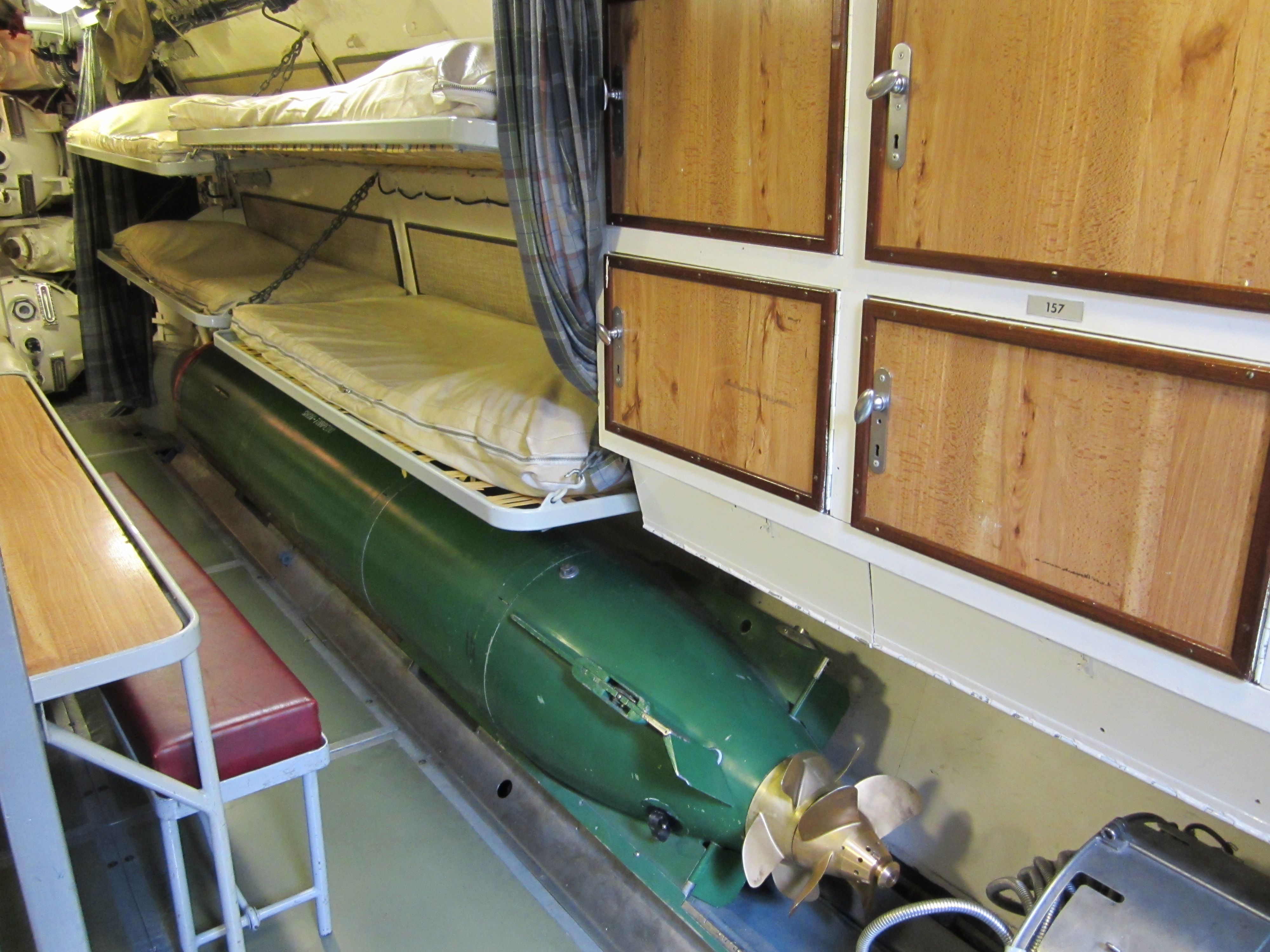
Mark-37-U-Jagd-Torpedo im Hecktorpedoraum